# Anatoliy Pakhtusov
Anatoliy Pakhtusov es un ciclista ucraniano nacido en Mirnoye, el 17 de abril de 1985. Es un ciclista profesional miembro del equipo ISD Continental. 

## Palmarés
2008
- 1 etapa del Giro del Valle de Aosta

2009
- Gran Premio Jasnej Góry

2011
- 2º en el Campeonato de Ucrania de Ciclismo en Ruta

2012
- 1 etapa del Gran Premio de Sochi
- 1 etapa delTour de Szeklerland

2013
- Gran Premio Donetsk